# Damastes masculinus
Damastes masculinus är en spindelart som beskrevs av Embrik Strand 1908. Damastes masculinus ingår i släktet Damastes och familjen jättekrabbspindlar.
Artens utbredningsområde är Madagaskar. Inga underarter finns listade i Catalogue of Life.